# Mutoid Waste Company

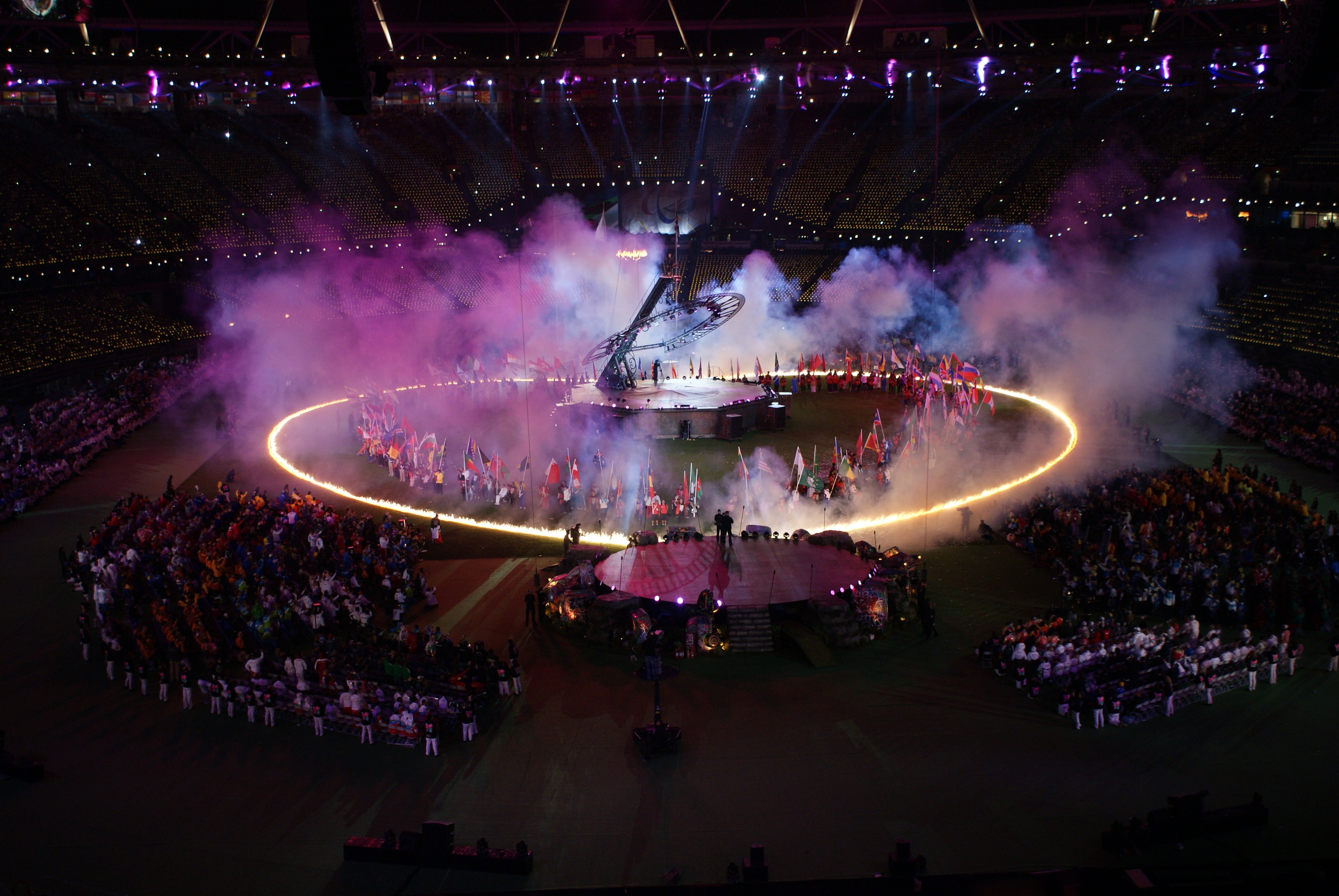
Installazione dei Mutoid alla cerimonia di chiusura delle Paraolimpiadi estive 2012 di Londra.

La Mutoid Waste Company è un gruppo d'artisti fondato da Joe Rush e Robin Cooke in collaborazione con Alan P Scott e Joshua Bowler a metà degli anni ottanta nella Car Breaker Gallery della Freston Road di Londra.
La loro attività continuò poi negli anni '90 in Italia con il trasferimento a Santarcangelo di Romagna.
Il nome del collettivo fu ispirato dalla serie TV britannica Blake's 7 in cui i Mutoids erano esseri umani ricondizionati a cui era stata rimossa la personalità. Profondamente influenzati dai film di Mad Max e dai fumetti di Judge Dredd, si specializzarono nell'organizzazione di feste illegali nella Londra degli anni '80 in cui la proposta musicale, dall'iniziale miscela di rock psichedelico e dub reggae, abbracciò sul finire degli anni '80 il nascente movimento della acid house.
I Mutoid sono diventati famosi per le gigantesche sculture anche semoventi, dette mutoidi, saldate utilizzando esclusivamente materiale di recupero e per i bizzarri ed avanguardisti riadattamenti degli edifici in disuso nei quali tenevano i loro party. Una loro performance fu inserita nella cerimonia di chiusura delle Paralimpiadi estive 2012 di Londra.

## Storia

### Frestonia e le origini
Fin dall'inizio degli anni '70, Freston Road con i suoi edifici vuoti fornì, a indigenti e ad artisti, spazi da occupare ed utilizzare come locali abitativi o di lavoro, diventando così uno dei centri principali del movimento squatter della città. Nell'ottobre del 1977 il Greater London Council lanciò un piano di riqualificazione della zona, che prevedeva l'abbattimento di numerosi edifici fatiscenti, generando così le proteste dei punk e degli hippie che li vivevano. Gli squatters portarono avanti la protesta assumendo tutti il cognome "Bramley" (citazione dalla commedia Passport to Pimlico) e proclamando lo Stato libero ed indipendente di "Frestonia" (citando così lo stato di Freestonia del film La guerra lampo dei Fratelli Marx). In questo contesto, presso la Car Breaker Gallery di Frestonia, Joe Rush, Robin Cooke, Alan P Scott e Joshua Bowler si incontrano formando, all'inizio degli anni '80, il primo embrione di quello che diventerà poi la Mutoid Waste Company, per poi trasferirsi in seguito presso un magazzino occupato a King's Cross.

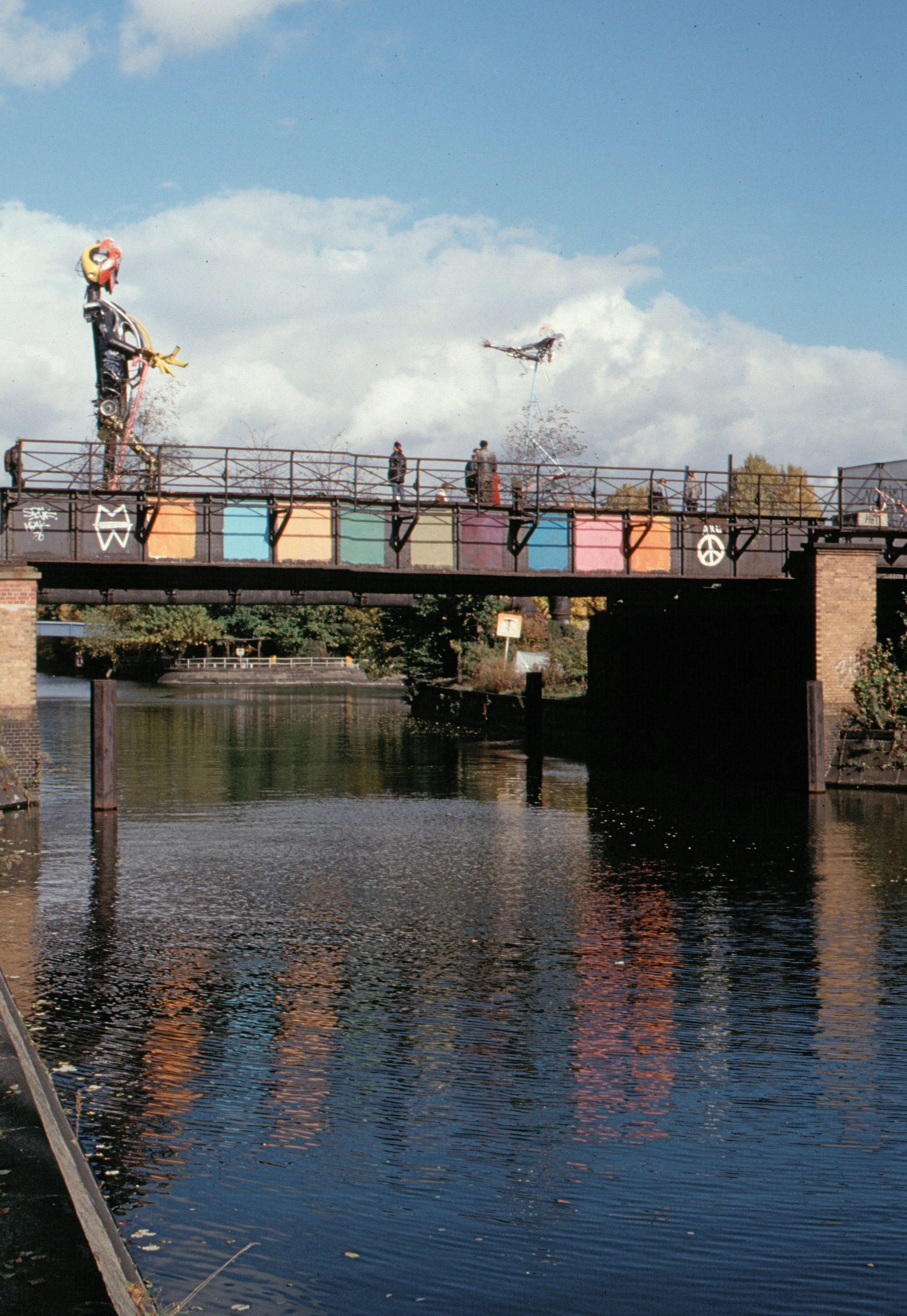
Käfer-Man e Friedensvogel sul ponte Görlitzer Bahn sopra il Landwehrkanal a Berlino

### 1989: da King Cross a Berlino
Nel 1989, dopo svariate incursioni della polizia nel loro quartier generale di King's Cross, lasciarono il Regno Unito per stabilirsi in Germania, dove raggiunsero una certa celebrità per le sculture giganti composte assemblando vecchie parti di automobili e di macchinari industriali. Si trasferirono a Berlino, dove il movimento squatter era diventato molto presente a causa dei problemi sociali e politici della città nell'ultima parte della guerra fredda, e qui realizzarono una performance nell'autunno di quell'anno che vedeva una enorme macchina avvicinarsi al muro portando una colomba in segno di pace. La performance anticipò così i fatti che ne portarono all'effettivo abbattimento.

### Italia: Santarcangelo di Romagna e Mutonia
All'inizio degli anni novanta parte della comunità di artisti si spostò in Italia, nei pressi di Santarcangelo di Romagna, installandosi in una vecchia cava lungo il fiume Marecchia, di proprietà demaniale, creando un "villaggio degli scarti" che denominarono Mutonia: qui essi ripresero  – e continuano tuttora – a svolgere attività performative e visuali a difesa del libero arbitrio e del recupero creativo del rapporto dell'uomo con la natura in un'ottica post-industriale.
Negli anni '90 le loro esibizioni vennero spesso proposte nel Festival Internazionale del Teatro in Piazza e nel 2012 una loro performance fu inserita nella cerimonia di chiusura delle Paralimpiadi di Londra.
Nel luglio 2013 il Comune di Santarcangelo emise una ordinanza di «demolizione» e «rimessa in pristino» dell'area demaniale in cui era installata Mutonia, a seguito di una pronuncia del TAR. Il Comune da tempo stava lavorando per trovare una soluzione per mettere a norma il campo, insieme alla Soprintendenza, mentre gli artisti stessi si prodigavano ad ottemperare le principali richieste; in questo contesto, si era inserito il pronunciamento del TAR a favore del proprietario di un terreno adiacente a Mutonia, che già nel corso degli anni aveva presentato una serie di denunce. A seguito di ciò nacque un movimento di protesta a favore dei Mutoid e contro lo sgombero,  le cui richieste arrivarono anche in Parlamento. In seguito all'ondata di protesta, nonché al riconoscimento da parte delle Soprintendenze di Bologna e di Ravenna della comunità dei Mutoid quale "bene cittadino", nel febbraio 2014 il Comune ha emesso un provvedimento giurisdizionale con cui rigettò la precedente ordinanza di demolizione, in quanto «non più rispondente ad un attuale concreto interesse al ripristino».